# Ciencias especiales
Las ciencias especiales son aquellas ciencias distintas de la física fundamental. Desde este punto de vista, la química, la biología y la neurociencia (de hecho, todas las ciencias, excepto la física fundamental) son ciencias especiales. El estatus de las ciencias especiales, y su relación con la física, está sin resolver en la filosofía de la ciencia. Jerry Fodor, por ejemplo, ha abogado por una fuerte autonomía, concluyendo que las ciencias especiales ni siquiera son, en principio, reducibles a la física. Como tal, Fodor a menudo ha sido acreditado por haber ayudado a cambiar el rumbo contra el fisicalismo reduccionista.